# Pelliccia ecologica

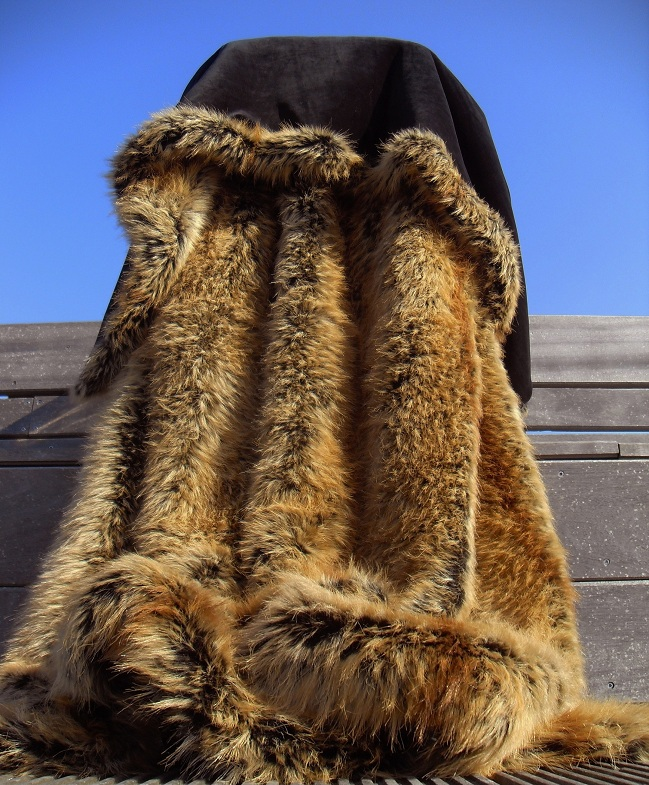
Esempio di pelliccia ecologica

Il termine pelliccia ecologica indica un tessuto che imita la pelliccia di animale. Generalmente prodotto con fibre vegetali (cotone), artificiali (viscosa) e sintetiche (acrilico e modacrilico), viene colorato e stampato a somiglianza dei manti naturali e con colori di fantasia seguendo i dettami della moda. Se effettuata con il cotone può essere nominata ecologica. Se derivata da materiali sintetici si tratta invece di pelliccia sintetica.

## Origine
Le prime pellicce ecologiche sono apparse attorno al 1960 come surrogato dei capi di pelliccia animali per diverse motivazioni:
- Animalista, per le condizioni in cui vengono allevati gli animali e per la caccia alle specie selvatiche.[3]
- Ambientalista, per ridurre l'inquinamento dovuto al processo di lavorazione delle pellicce di origine animale.[4]
- Economica, per il minor costo rispetto a quelle allevate, la necessità di sostituire alcuni tipi di pelliccia, quando alcune specie di animali vengono messe sotto protezione.

In Italia il suo utilizzo è iniziato nel 1963, per la confezione di capi d'abbigliamento, borse e calzature.

## Usi
La finta pelliccia viene utilizzata per tutti gli usi dove altrimenti verrebbe utilizzata la vera pelliccia (di origine animale), ma anche per animali di peluche, accessori di moda e decorazioni per la casa come cuscini, lenzuola e plaid. A volte è anche usato per lavori di bricolage perché può essere cucito grazie ad una macchina da cucire. La vera pelliccia è generalmente più spessa e richiede una macchina speciale, una cucitura a mano o un punteruolo. La pelliccia sintetica è stata sempre più utilizzata nella moda per adolescenti mainstream, ad esempio i negozi Abercrombie & Fitch e American Eagle la usano per cappelli e giacche da cacciatore. Nell'esercito sovietico, e ora russo, la pelliccia di pesce (Fish fur) è usata come termine gergale per la finta pelliccia usata sugli abiti invernali e gli onnipresenti cappelli ushanka. Allo stesso modo, case di moda come Ralph Lauren e Chanel hanno promosso l'uso della pelliccia sintetica nelle loro collezioni.

## Confronto con la vera pelliccia
A differenza della vera pelliccia, la finta pelliccia è un tessuto ed è quindi relativamente facile da cucire. Non necessita di conservazione a freddo per prevenirne il deterioramento e non è incline ad essere mangiato dalle tarme. Uno studio del 1979 commissionato dal Fund for Animals ha sostenuto che il consumo di energia per la produzione di un mantello fatto di finta pelliccia era di 35 kilowattora (120.000 unità termiche britanniche), rispetto a 127 kWh (433.000 Btu) per intrappolati animali e 2.340 kWh (7.970.000 Btu) per gli animali allevati negli allevamenti a scopo di produrre pellicce di vera pelle. Questo studio è stato criticato in quanto prevenuto e obsoleto. La finta pelliccia è inoltre generalmente più economica della vera pelliccia.

## Uso della pelliccia reale
In un test della Humane Society degli Stati Uniti, i cappotti etichettati come aventi finiture in pelliccia sintetica utilizzavano vera pelliccia. Fino al 2012, una scappatoia legale consentiva di etichettare qualsiasi capo di abbigliamento che contenga meno di 150 dollari di pelliccia senza menzionare che includeva pelliccia vera. Ciò è l'equivalente di trenta conigli, tre procioni, tre volpi rosse, tre cani domestici o un orso.

## Utilizzo da parte degli stilisti
La pelliccia sintetica è diventata sempre più popolare per gli stilisti che spesso la incorporano nelle loro collezioni. La tecnologia odierna conferisce all'eco-pelliccia le qualità e le tecniche della vera pelliccia. Hannah Weiland, fondatrice di Shrimps, un'azienda londinese di eco-pelliccia, disse: "Adoro lavorare con la pelliccia sintetica perché non fa la muta ed è altrettanto morbida. Se l'imitazione è buona, perché usare quella vera?". Inoltre Stella McCartney incorpora la pelliccia sintetica in tutte le sue collezioni con toppe etichettate con la scritta "Fur Free Fur". Nel 2014 Hugo Boss si è impegnato a diventare pubblicamente privo di pellicce vere nel suo Rapporto di sostenibilità 2014, trasmettendo il messaggio che la crudeltà sugli animali non è mai di moda. Tuttavia, la nozione di sostenibilità ed etica non è sempre il motivo alla base della decisione dei designer di scegliere la finta pelliccia invece della vera pelliccia. La capacità di controllare più aspetti della produzione come il colore e il volume è una delle ragioni per cui i designer scelgono il finto. De Libran, direttrice artistica di Sonia Rykiel, incorpora nelle sue collezioni sia la pelliccia reale che quella sintetica. La sua incorporazione del finto si basa sulla giocosità che ritrae nei suoi abiti attraverso il colore e il volume che è in grado di creare. Prada ha abbracciato i sintetici nella sua collezione Autunno/Inverno 2007. Miuccia Prada, proprietaria e designer del marchio, ha commentato di essere annoiata dalla vera pelliccia e, di conseguenza, ha incluso tutti i finti nella sua collezione quell'anno. Successivamente Prada ha utilizzato sia la pelliccia reale che quella sintetica in tutti i suoi capi. Inoltre, Dries Van Noten, Hussein Chalayan, Julien David, Julie de Libran per Sonia Rykiel, Kate Spade e molti altri hanno tutti messo in evidenza la pelliccia sintetica nelle loro collezioni autunnali.
A causa della controversia sui capi in pelliccia, la tecnologia che facilita la produzione di pellicce finte è notevolmente migliorata dall'inizio del XX secolo. Esistono nuove tecniche di sartoria e tintura per "mascherare" la pelliccia finta facendola sembrare vera pelliccia di animale. Modacrylic è un'alternativa di "pelliccia" di alta qualità che ottiene attrazione per il suo aspetto convincente come alternativa alla vera pelliccia. Howard Strachman di Strachman Associates, un agente con sede a New York per la pelliccia sintetica, afferma che i tessuti a maglia acrilici sintetici sono diventati una risorsa di riferimento per la pelliccia sintetica di fascia alta, in gran parte proveniente dall'Asia. Prada ha inserito l'eco-pelliccia in mohair nella sua collezione Autunno 2007, mentre Max Mara e Dries Van Noten hanno utilizzato anche loro questa alternativa.
Brunello Cucinelli ha presentato nel 2020 una pelliccia ecologica realizzata con mohair naturale e nel 2021 ha annunciato che non avrebbe più prodotto pellicce di animale.
Sono in corso studi su metodi di produzione più autentici. Una tecnica consiste nel combinare fibre grossolane e fini per simulare la pelliccia di visone o castoro.

## Divieti
Nel 2006 il Giappone ha approvato l'Invasive Alien Species Act, che ha di fatto messo fuori legge l’allevamento di animali da pelliccia.
Nel 2017 l’India ha adottato un divieto di importazione di pelli di visone, volpe e cincillà.
Nel 2019 la California ha stabilito che dal 2023 sarà proibito produrre e vendere pellicce di animale.
Nel 2021 Israele ha vietato la vendita delle pellicce di animale salvo per «la ricerca scientifica, l’istruzione o per scopi e tradizioni religiose».

### Europa
Nel 2021 alcuni stati hanno chiesto alla Commissione Ue di vietare l'allevamento di animali da pelliccia e nel 2022 è iniziata una raccolta firme da parte di Eurogroup for Animals.
Gli allevamenti di animali da pelliccia sono già stati messi al bando in:
- Regno Unito
- Austria
- Svizzera
- Slovenia
- Macedonia
- Croazia
- Lussemburgo
- Repubblica Ceca
- Serbia
- Olanda

Germania, Irlanda e Italia hanno introdotto o calendarizzato il divieto di allevamenti di animali da pelliccia nel 2022 ed è stato annunciato per il 2023 anche dal Belgio, per il 2025 dalla Norvegia, per il 2026 dall’Estonia e dalla Francia e per il 2029 per Bosnia ed Herzegovina.

## Critiche
La finta pelliccia non permette alla pelle di respirare tanto quanto la vera pelliccia. È anche meno biodegradabile; è realizzato con vari materiali tra cui miscele di polimeri acrilici e modacrilici derivati da carbone, aria, acqua, petrolio e calcare. Questi materiali sintetici possono richiedere molto tempo per degradarsi, generalmente dai 500 ai 1.000 anni. Le finte pellicce non sono in grado di impedire lo scioglimento e il ricongelamento della neve sui filamenti di fibra; questo è molto importante, specialmente nell'escursionismo, nell'alpinismo, nello sci e in altre attività all'aperto che si svolgono in condizioni estreme.
Le pellicce ecologiche sono state criticate poiché sono talvolta prodotte a bassissimo costo in Pakistan, in Bangladesh o in Cina da persone, anche minorenni, che lavorano in condizioni precarie.
Nel 2014 la Commissione Europea ha analizzato nove fibre non naturali usate per la produzione di pellicce sintetiche e l'acrilico è risultato come la sostanza con il peggior impatto ambientale.
In un rapporto del 2018 dell'organizzazione ambientalista Friends of the Earth, l'abbigliamento sintetico è stato nominato una delle principali fonti di inquinamento da microplastica nel Regno Unito.

### Possibili soluzioni
“Koba Fur Free Fur” è stata la prima pelliccia biologica riciclabile, realizzata con ingredienti vegetali prodotta nel 2019 da DuPont in collaborazione con Ecopel e presentata da Stella McCartney.

## Galleria d'immagini

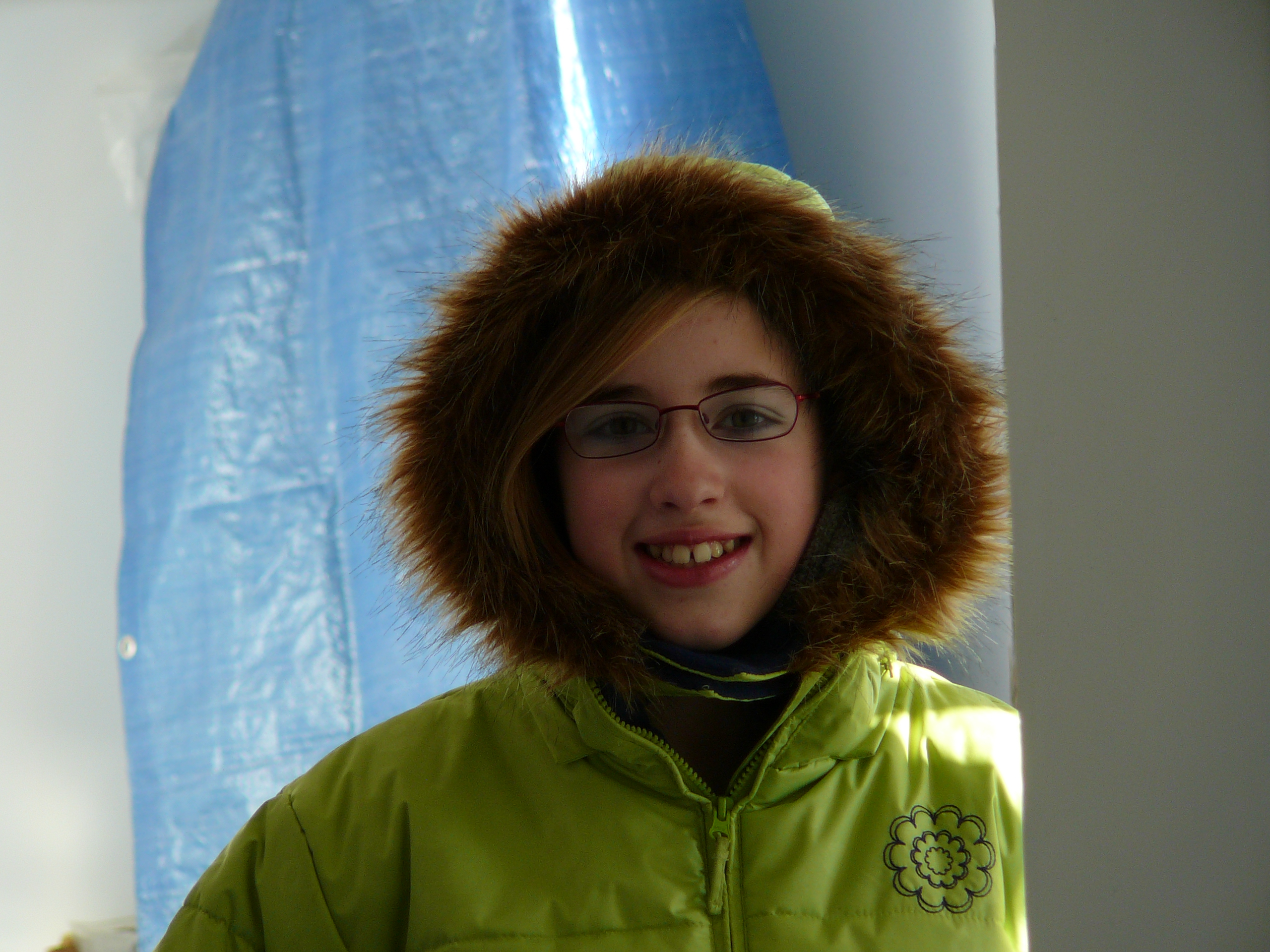
Una ragazza nordamericana che indossa un parka stilizzato verde chiaro con finta pelliccia.
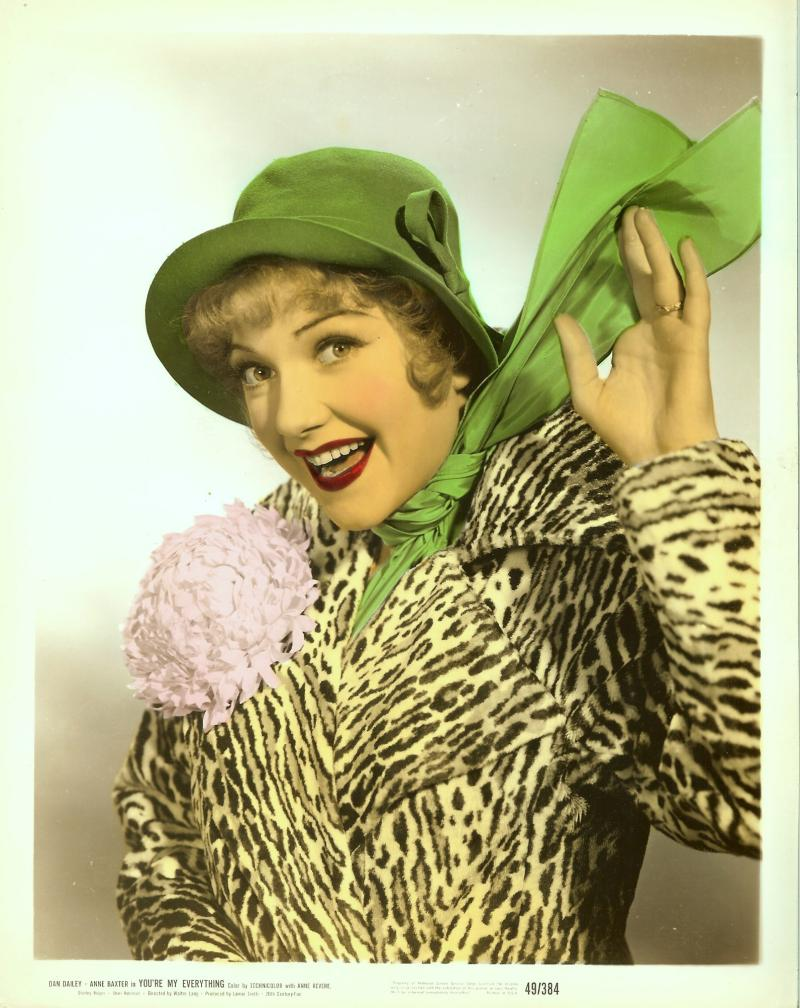
Foto promozionale di You're My Everything con Anne Baxter con una finta pelliccia
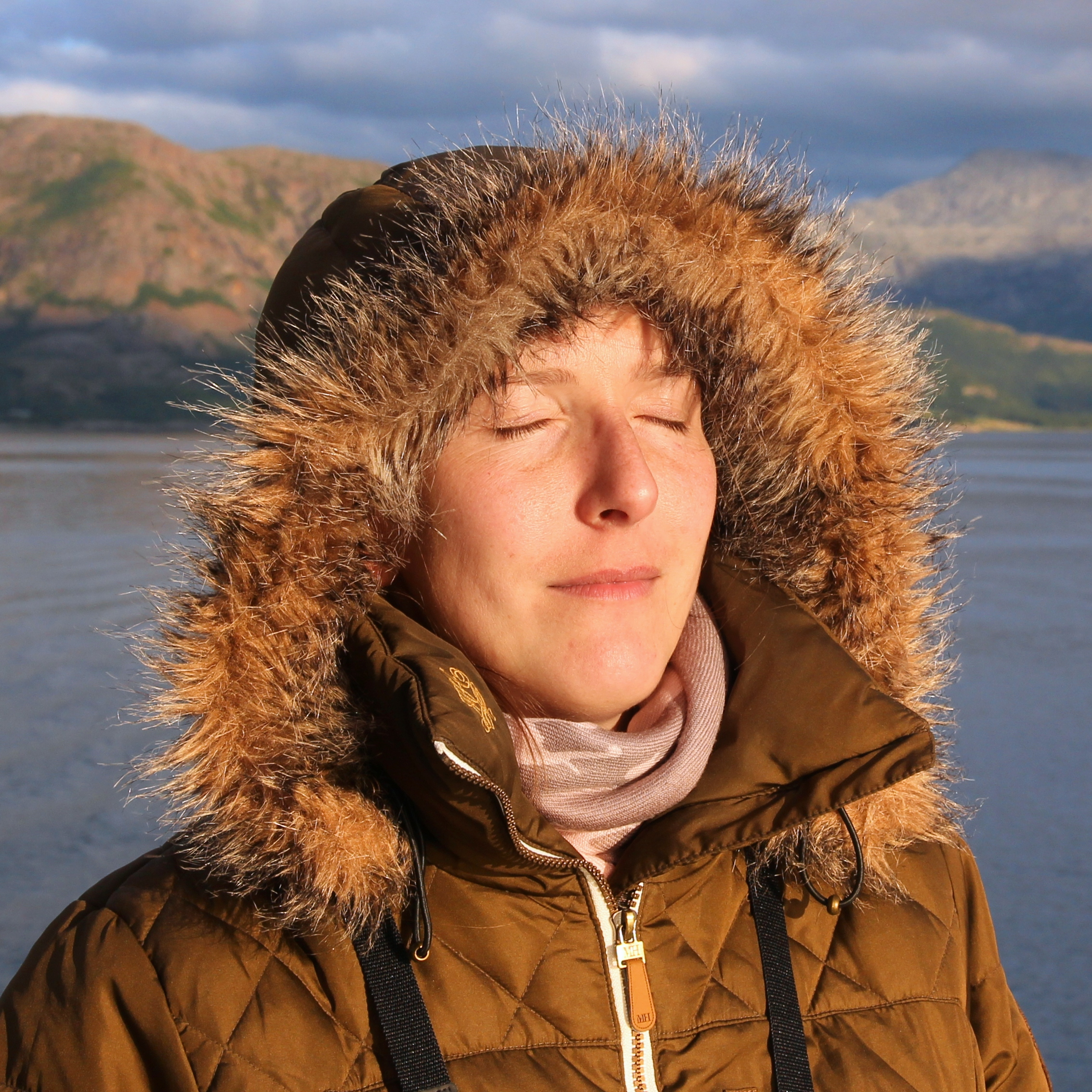
Donna che indossa un piumino con cappuccio bordato di finta pelliccia
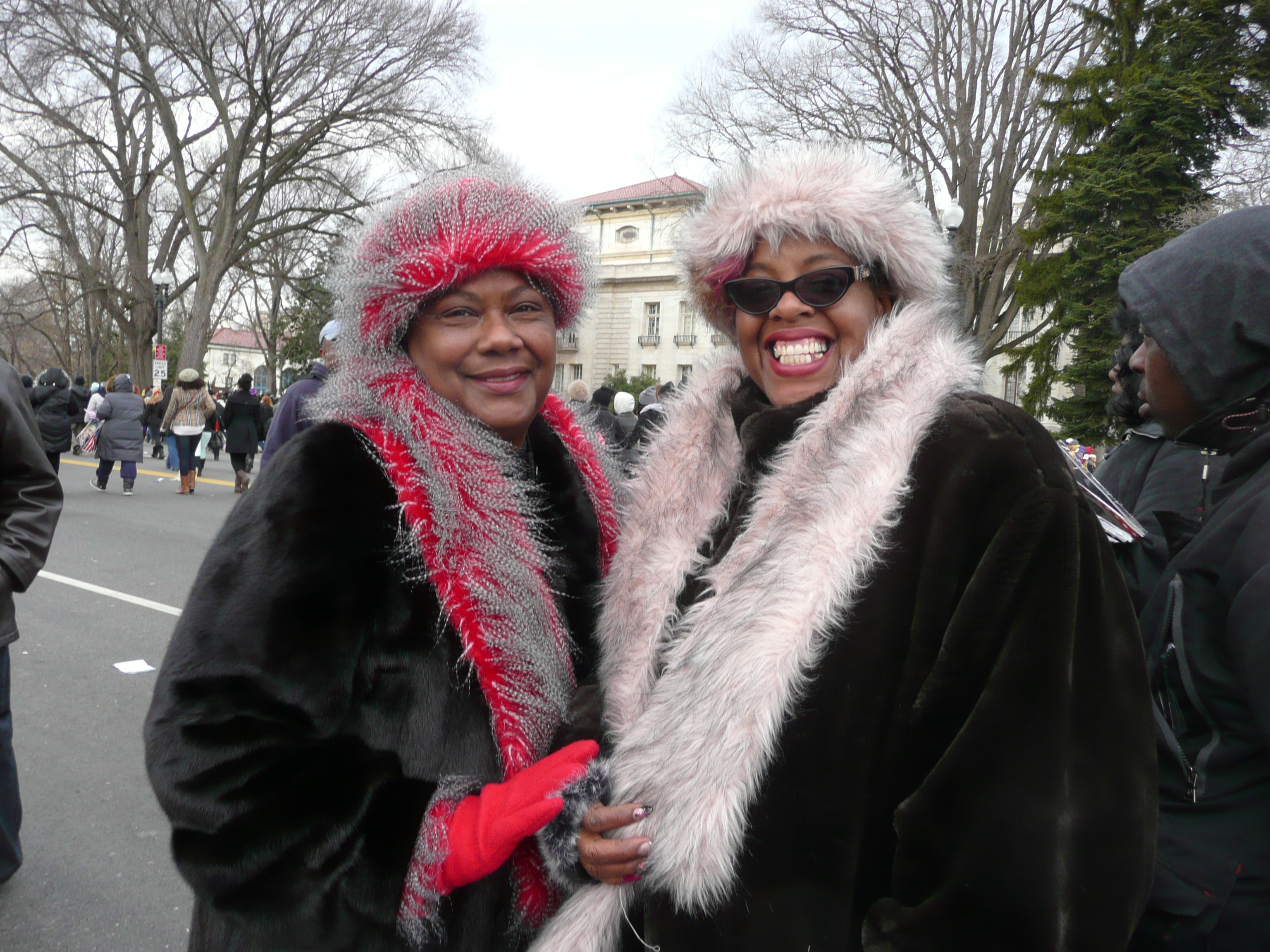
Due donne che indossano finte pellicce
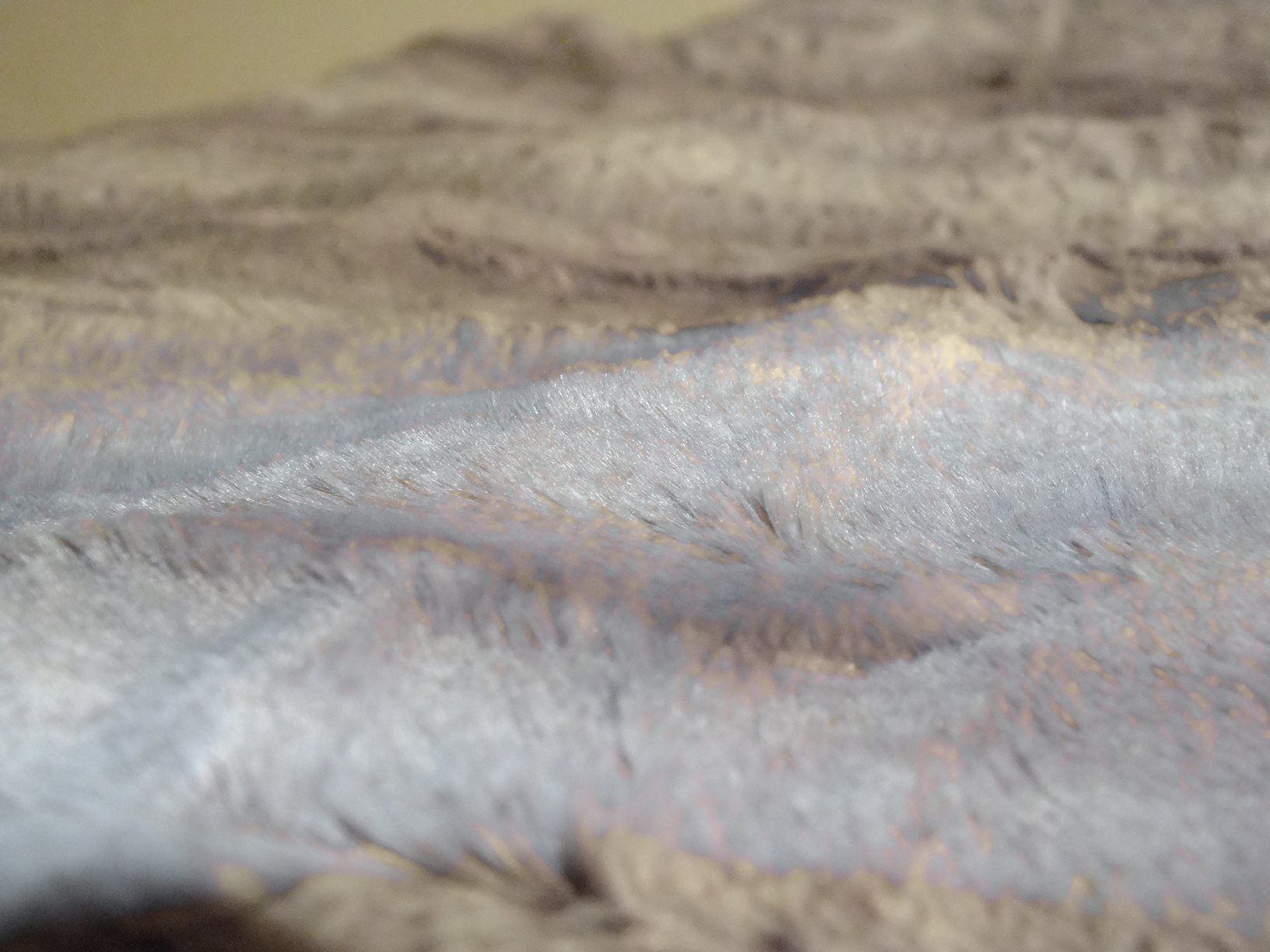
Una coperta di finta pelliccia